# Flottjärnen (Ore socken, Dalarna)
Flottjärnen är en sjö i Rättviks kommun i Dalarna och ingår i Dalälvens huvudavrinningsområde.